# Aarzemnieki
Aarzemneki est un groupe de musique pop letton.  Il se compose de Jöran Steinhauer, Guntis Veilands, Raitis Viļumovs et Katrīna Dimanta. Ils se sont fait connaitre en 2013, avec une chanson d’adieu à la monnaie nationale lettone Paldies latiņam.
Après avoir gagné l'émission Dziesma 2014, il représente la Lettonie au Concours Eurovision de la chanson 2014 avec la chanson Cake to bake, mais son aventure s'arrête en demi-finale de cette compétition. Au mois de septembre 2014, selon l'information du journal letton Kas Jauns, le groupe a annoncé sa dissolution d'un commun accord.